# Imodium
Imodium je česká rocková hudební skupina pocházející z Broumova, založená v roce 1999. Její tvorba kombinuje prvky klasického rocku, grunge a alternativního rocku.

## Historie

### Počátky (1999–2000)
Skupina Imodium byla založena v roce 1999, kdy byli její členové ještě náctiletí. Původní sestavu tvořili zpěvák a kytarista Tomáš „Thom“ Fröde, baskytarista Radouš, bubeník Kárl a hostující hráč Luky (perkuse). Manažerské role se ujal Frödeho otec Pavel. Kapela debutovala v roce 2000 vydáním EP s názvem Sellouts, na které v následujícím roce navázala demem Brace. Obě nahrávky byly nazpívané ve svahilštině a žánrově čerpaly výraznou inspiraci z grungeové scény 90. let v americkém Seattlu, zejména z tvorby skupiny Nirvana. 

### Smlouva a debutové album (2001–2006)
Přibližně v roce 2001 byla skupina Imodium doporučena vydavatelství Warner Music Group hudebním publicistou Jaroslavem Špulákem, rodákem z Broumova. Díky tehdejší poptávce po kytarově orientované hudbě byla spolupráce úspěšně navázána. Platnost smlouvy s vydavatelstvím byla podmíněna prospěchem členů kapely ve škole. V roce 2003 se skupina setkala s hudebníkem a producentem Martinem Volákem (dříve působícím v kapelách Debustrol, Harlej a Škwor), který ji pomohl připravit na natočení oficiálního dlouhohrajícího alba. Podle zpěváka Tomáše Frödeho, jak uvedl v rozhovoru pro Youtube kanál Kytary.cz, byl Volák vůči členům velmi nekompromisní. Nahrávání probíhalo ve studiu Citron v Ostravě. Výsledkem bylo eponymní debutové album Imodium, vydané 7. června 2004, které bylo vůbec první nahrávkou skupiny kompletně nazpívanou v češtině.
Recenzenti, například z portálů Muzikus.cz nebo Musicserver.cz, ocenili potenciál kapely, nicméně kritizovali vyšší podíl pomalejších skladeb, který vedl k nevyrovnanosti a přehnané délce alba. Součástí propagace desky byl také videoklip k písni „Koník“. V tomto období skupina absolvovala turné po České republice jako předkapela formací Divokej Bill, Cocotte Minute nebo Post-it a vystoupila mimo jiné na festivalech Rock for People a Trutnov Open Air Music Festival.

### Album Stigmata (2007)
Dne 9. ledna 2007 skupina zveřejnila singl „Hlavou“, který předznamenal vydání druhého oficiálního alba s názvem Stigmata. Album bylo vydáno 4. června téhož roku a bylo převážně nazpíváno v češtině, s výjimkou dvou skladeb v angličtině.
Podle některých hudebních médií nabídlo vyzrálejší a vyrovnanější materiál než debutové album. Jiná média (např. časopis Filter) však skupinu kritizovala jako nepůvodní a přirovnávala ji k formaci Nirvana, přičemž negativně hodnotila i textovou složku nahrávky.
Album doprovodil videoklip ke skladbě „Žiletkou, má lásko“, která se tematicky věnovala sebepoškozování. Klip zaznamenal v době vrcholící popularity emo-rockové scény výrazný nárůst zhlédnutí, avšak byl následně na platformě YouTube věkově omezen, což omezilo jeho dostupnost a další šíření. V období vydání hrála kapela přibližně sto koncertů ročně.

### Předkapela Avril Lavigne a album Akustika (2008)
Dne 1. července 2008 kapela vystoupila v roli předkapely na koncertě kanadské zpěvačky Avril Lavigne.
Dne 3. listopadu 2008 vydala skupina Imodium koncertní album Akustika, které bylo nahráno na jaře téhož roku v Broumově. Album obsahuje výběr skladeb v elektro-akustických aranžích, doplněných o hostující hudebníky hrající na piano, klávesy, trubku a violoncello. Nahrávku doprovodil videoklip ke skladbě „Dostavníky“, která původně pochází z alba Stigmata.

### Změna sestavy a album Polarity (2009–2012)
V roce 2009 se k Imodiu připojil kytarista Daniel Franc a baskytaristu Radouše nahradil Ronoon. Dle kapely byla změna vynucena vnitřními neshodami a organizačními problémy, které údajně ohrožovaly další fungování souboru. Téhož roku, tentokrát pod hlavičkou vydavatelství Supraphon, vyšlo třetí studiové album Polarity, doplněné o druhý disk se stejnými skladbami v akustických verzích, na kterých hostovali hudebníci jako Michal Hrůza, Martin Zeller a Honza Křížek.
Deska získala převážně pozitivní ohlasy. Recenzenti z portálů Musicserver.cz a Muzikus.cz vyzdvihli její nevtíravou hitovost a uvěřitelnost materiálu. Publicista Petr Korál ji označil za dosud nejtvrdší a nejlepší nahrávku skupiny. Naopak Musicserver.cz kritizoval některé pomalejší skladby, které podle něj představují slabší část alba. Album posléze doplnily videoklipy ke skladbám „Břehy", „Deset životů" a titulní skladbě alba. Klip k titulní skladbě, natáčený v benediktinském opatství sv. Václava v Broumově, nese gotické a fantaskní prvky a odkazuje na film Jméno růže (1986). Skladby „Břehy" a „Deset životů" se následně objevily v playlistu českých rockových rádií.
Dne 2. září 2011 se kapela představila jako předskokan kanadské skupiny Simple Plan.
V roce 2012 k příležitosti desátého výročí své existence vytvořila skupina ve spolupráci se společností Popojedem hodinový dokumentární film s názvem 9 ½. Snímek zachycuje vývoj kapely od prvních začátků až po tehdy aktuální období. Posléze film doplnilo stejnojmenné album, obsahující raritní materiály a demoverze některých skladeb z dosavadní kariéry.
Dne 22. srpna téhož roku Imodium předskakovalo britské grungeové kapele Bush v pražském Lucerna Music Baru.

### Album Valerie (2013–2016)

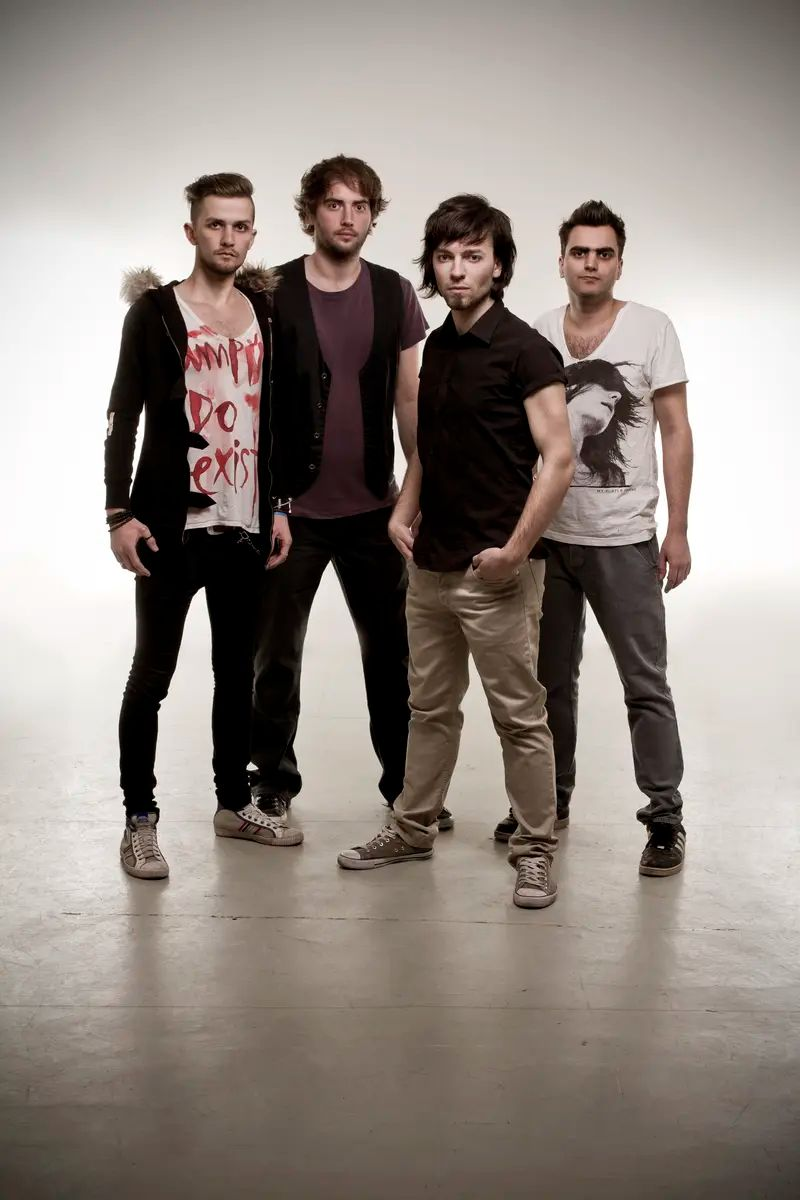
Kapela Imodium v roce 2013. Zleva: Ronoon, Daniel Franc, Thom, Kárl

Dne 1. září 2013 kapela zveřejnila videoklip k písni „Valerie“. Na klip následovalo 25. října vydání stejnojmenného čtvrtého studiového alba. To tematicky propojuje motiv osudové ženy, pro niž je člověk schopen udělat cokoliv. Vydání alba doprovázelo celorepublikové koncertní turné. Následně byly zveřejněny videoklipy k písním „Nad Berlínem“ a „Příběhy o synovi“. Titulní skladba a „Nad Berlínem“ se zařadily do rotace v rockovém rádiovém éteru.
Album sklidilo na webu Musicserver.cz poměrně pochvalné ohlasy, a to zejména za vyrovnaný repertoár a žánrovou pestrost – kombinovalo post-grunge, pop rock i experimentální prvky (např. elektro-rockovou skladbu „Svět bez pravidel“). Naproti tomu některá jiná média, jako například iDNES.cz, se vyjádřila kritičtěji. Přestože označila úvodní skladbu alba za silnou, zbylé písně – především ty klidnější – podle nich nedosahují stejného účinku.
Kapela Imodium se v roce 2015 představila v akustickém formátu na televizní stanici Óčko v rámci projektu G2 Acoustic Stage v pražském Retro Music Hall. Šlo o jedno ze série unplugged vystoupení, organizovaných ve spolupráci s vydavatelstvími Universal Music a Supraphon. Záznam byl 11. září 2015 vydán na CD a DVD.
Dne 13. srpna 2015 se Imodium představilo jako předskokan americké rockové kapely Halestorm.
V roce 2016 kapela Imodium odehrála speciální koncert v plzeňské věznici Bory, kde zahrála čtrnáct skladeb pro přibližně devadesát odsouzených. Událost zaznamenala média a později vyšel také dokumentární snímek pod názvem BORY.

### Album Element a přerušení aktivit (2017–2019)
Album Element bylo 21. února 2017 předznamenáno skladbou „Proud“, doprovázené pouze lyric videem, ve které hostoval zpěvák Michal Skořepa (Pan Lynx, tehdy Stroy). 29. června byl vydán videoklip ke skladbě „Spirit", což byl duet s rapperkou (zde zpívající) zvanou SharkaSs (vlastním jménem Šárka Geroldová). Před vydáním byl ještě 11. září zveřejněno lyric video k písni „Divoká řeka". Následně album vyšlo 29. září. Nahráno bylo ve studiu postaveném v Benediktínském klášteře v Broumově. Grafickou podobu mu udělil již zmíněný Michal Skořepa. Stěžejním tématem textů alba je symbolika pěti - čtyři základní elementy (živly) a pátý - pomyslný spirit v každém člověku.
Album sklidilo pochvalné ohlasy (Musicserver.cz, Ireport.cz) za svou vyzrálost, soudržnost, syrovost, tvrdost a nevtíravou hitovost, ač několik málo skladeb bylo považováno za nepříliš funkční.
Dne 17. října byl vydán videoklip ke skladbě „Vášeň".
	Dne 1. listopadu 2018 vyšla skladba s videoklipem „No Man“, která vznikla ve spolupráci s českou crossoverovou kapelou Portless. Ve skladbě se střídají vokalisté obou skupin – zatímco Tomáš Fröde zpívá česky, Kryštof Michal a hostující zambijský rapper Henry D anglicky.
V roce 2019 skupina oznámila časově neurčené přerušení činnosti. Ještě stihla 26. května spolu s českou rockovou kapelou The Atavists předskakovat britské rockové kapele Muse v pražských Letňanech. Poslední koncert před pauzou odehráli Imodium 6. září na festivalu Létofest v Liberci.

### Návrat a album Horizont (2022–současnost)

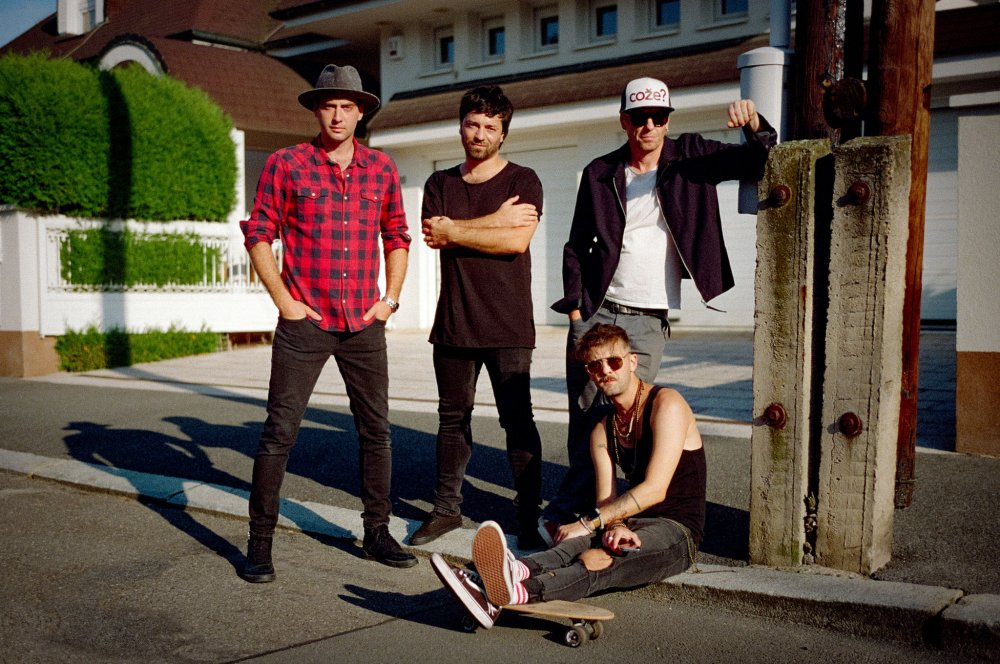
Kapela Imodium v roce 2024. Zleva: Daniel Franc, Thom, Adam Jánošík, dole: Ronoon

Kapela Imodium se po letech 31. října 2022 ohlásila se skladbou „Střepy Tepy", duetem se zpěvačkou Žanet.
Dne 1. září 2023 zveřejnila kapela píseň s videoklipem „Lampy“ v původní sestavě. Přibližně po dvou měsících po návratu však bubeník Kárl oznámil z rodinných důvodů svůj odchod z kapely. Následovaly videoklipy k písním „Tuláci“ a „Někdo se dívá“ (v podobě lyric videa), ve kterých již na bicí působil Adam Jánošík, bývalý člen skupin Ready Kirken a The Atavists.
Po pauze se Imodium poprvé představilo živě 4. dubna 2024 na koncertě ve Foru Karlín, konaném při příležitosti 20. výročí vydání debutového alba. V průběhu večera došlo symbolicky k předání bubenické stoličky. Ačkoliv nebyl sál zcela vyprodán, koncert potvrdil návrat kapely ve stabilní formě.
Těsně před vydáním nového alba zveřejnila skupina svůj první animovaný videoklip k písni „OK kluk“.
Album Horizont bylo vydáno 27. září 2024. Bylo přijato s převážně pozitivními ohlasy, přičemž kritici ocenili návrat kapely k jejím kořenům a zároveň posun v hudebním výrazu. Podle recenze na Musicserver.cz se Imodium s tímto albem vrátili silnější, tvrdší a razantnější než kdy dřív. Deska obsahuje deset výrazných rockových skladeb, z nichž každá přináší odlišnou náladu. Kritika vyzdvihla syrovost, kytarové aranže a naléhavý vokál frontmana Thoma Frödeho. Na druhou stranu, recenze na Headliner.cz upozornila, že ačkoliv se kapele podařilo připomenout svůj nezaměnitelný styl, některé skladby působí šablonovitě a texty místy sklouzávají ke klišé. Přesto bylo album hodnoceno jako zdařilý návrat k vlastnímu já, i když zlaté časy kapely už možná pominuly. Celkově lze říci, že Horizont představuje úspěšný comeback Imodia, který potěšil jak dlouholeté fanoušky, tak přilákal nové posluchače.
Na album navázalo podzimní klubové turné Horizont Tour.
Dne 29. října 2025 chystá skupina Imodium speciální akustické vystoupení v nově zrekonstruovaném a po dvaceti letech znovu otevřeném Divadle Spirála (nyní Nová Spirála) na pražském Výstavišti. Podle dostupných informací by se mělo jednat o největší akustický koncert v historii kapely, za účasti smyčcového kvarteta, dvou vokalistek, perkusionisty, klavíristy a dalších hostujících hudebníků. Podle vyjádření zpěváka Tomáše Frödeho by měly zaznít i skladby, které dosud nebyly nikdy živě provedeny.

## Hudební styl
Kapela Imodium je typická svým melodickým a zároveň syrovým rockovým zvukem, který kombinuje prvky alternativního rocku, post-grunge a emo. V počátcích byla jejich tvorba ovlivněna především americkou scénou 90. let – zvláště kapelami jako Nirvana, Silverchair nebo Foo Fighters, což se odráží v intenzivních kytarových riffech a emotivním vokálním projevu. Texty písní se často věnují tématům jako vnitřní boj, zklamání, mezlidské vztahy, ztráta, samota, bolest, ale i naděje a vnitřní síla. Zpěvák Tomáš Fröde vyniká autentickým, naléhavým projevem, který podtrhuje emocionální náboj skladeb.

## Bytová turné
Imodium se zapsalo do povědomí jako první česká kapela, která uspořádala tzv. Bytové turné – sérii komorních koncertů v domácnostech fanoušků nebo na jiných jimi vybraných místech. Myšlenka vznikla z iniciativy hudebního publicisty Jaroslava Špuláka, který skupinu dlouhodobě podporoval a krátce působil i jako její manažer. Turné se uskutečnilo v letech 2004, 2005, 2006, 2008, 2016 a 2018.

## Původ názvu kapely
Podle dokumentárního filmu 9 ½ inspiroval zpěváka Thoma k pojmenování kapely název „Imodium“, který se objevil v biografii skupiny Nirvana. Fröde usiloval o název, jenž by nezněl ani čistě česky, ani anglicky, ale měl mezinárodní charakter. V dané biografii je zmíněno turné Nirvany s kapelou Tad, jejíž frontman Tad Doyle kvůli zažívacím potížím pravidelně užíval lék Imodium – který tehdy nebyl v České republice běžně dostupný. Krátce po podpisu smlouvy s vydavatelstvím Warner Music Group se lék na českém trhu začal objevovat, a společnost proto prověřovala, zda použití názvu skupiny nepředstavuje porušení právních předpisů o ochranných známkách.

## Diskografie
- 2000 – Sellouts
- 2001 – Brace
- 2004 – Imodium
- 2007 – Stigmata
- 2008 – Akustika (live)
- 2010 – Polarity
- 2013 – Valerie
- 2015 – G2 Acoustic Stage
- 2017 – Element
- 2024 – Horizont

## Členové
- Tomáš Fröde (Thom) – zpěv, kytara
- Ronoon – baskytara, vokály
- Daniel Franc – kytara, vokály
- Adam Jánošík – bicí, vokály